# Batalha de Alésia
Na Batalha de Alésia (actual Alise-Sainte-Reine, nas proximidades de Dijon), no ano de 52 a.C., os Romanos liderados por Júlio César venceram os Gauleses liderados por Vercingetórix.
O local da batalha foi provavelmente no topo do Monte Auxois, acima da moderna Alise-Sainte-Reine na França, mas este local, alguns argumentaram, não se encaixa na descrição de César da batalha. Uma série de alternativas foram propostas ao longo do tempo, entre as quais apenas Chaux-des-Crotenay (em Jura, na França moderna) permanece um desafiante hoje.
O evento é descrito por vários autores contemporâneos, incluindo o próprio César em seu Commentarii de Bello Gallico. Após a vitória romana, a Gália (a França praticamente moderna) foi subjugada, embora a Gália não se tornasse uma província romana até 27 aC. O Senado Romano concedeu a César uma ação de graças de 20 dias por sua vitória na Guerra da Gália.
Foi o último grande confronto armado das guerras gálicas, cujo fim marcou a conquista da Gália por Roma. Para esta última tentativa dos gauleses de expulsarem a ameaça romana, Vercingetórix reuniu sob o seu comando várias tribos num total de cerca de 250 mil homens, somados aos 50 ou 60 mil guerreiros de Alésia, deveriam vencer facilmente os 70 mil romanos. O exército romano era constituído por entre 10 a 12 legiões romanas, mais auxiliares, num total de cerca de 70 mil homens comandados por Júlio César.

## Para Alésia
Depois de um confronto com os Romanos, Vercingetórix  e os Gauleses foram para Alésia, praça dos Mandúbios, ordenando que o seguissem in continenti com as bagagens tiradas dos arraiais. Enviando sob a guarda de duas legiões as suas bagagens para uma colina, o perseguiu Júlio César enquanto durou o dia, e, mortos cerca de três mil da retaguarda dos inimigos, assentou no segundo arraiais junto de Alésia. Examinada a situação da praça e aterrados os inimigos por haver sido derrotada a sua cavalaria, força em que mais confiavam, exortou os soldados ao trabalho, e começou as suas linhas de circunvalação.

## Inicia-se o cerco
Estava a praça de Alésia em posição muito alta no cume de uma montanha, cujas raízes eram de dois lados banhadas por dois rios. Diante da fortaleza estendia-se uma planície de cerca de dois mil e trezentos metros de comprimento: os outros lados eram circulados por colinas de igual altura com medíocres intervalos entre si. Junto à muralha, a face leste estava cheia de tropas gaulesas, protegidas por um fosso e um muro de pedra insossa de um metro e oitenta centímetros de altura. A circunvalação, que começavam a fazer os Romanos, era de oito mil e quatrocentos metros em circuito. Os arraiais achavam-se assentados em lugares oportunos, e havia neles vinte e três redutos, onde de dia se postavam guardas, para evitar qualquer súbito ataque dos inimigos, e de noite sentinelas e fortes guarnições.
Começada a obra de circunvalação, deu-se um combate de cavalaria naquela planície, que, interposta as colinas, tinha dois mil e trezentos metros de extensão. Romanos e gauleses combatem ferozmente. Achando-se os Romanos em dificuldades, manda-lhes César em auxílio os Germanos, e forma as legiões em batalha diante dos arraiais, para evitar súbita investida da infantaria inimiga. Com o auxílio das legiões, aumenta o ânimo dos Romanos; os gauleses fogem desordenadamente e amontoam-se nas estreitas portas deixadas. Perseguem-nos os Germanos com ardor até os entrincheiramentos. Faz-se grande carnificina: tentam até alguns, deixando os cavalos, transpor o fosso e galgar o muro de pedra insossa. Manda César avançar um pouco as legiões, que formara diante do entrincheiramento. Não menos se perturbam os Gauleses, que estavam dentro das trincheiras: bradam armas, julgando se marchava contra eles in continenti; lançam-se alguns dentro da praça aterrados. Manda Vercingetórix fechar as portas desta, para não ficarem desertos os arraiais. Morrem muitos gauleses e tomados não poucos cavalos, retiram-se os Germanos.

## Vercingetórix encaminha um pedido de ajuda

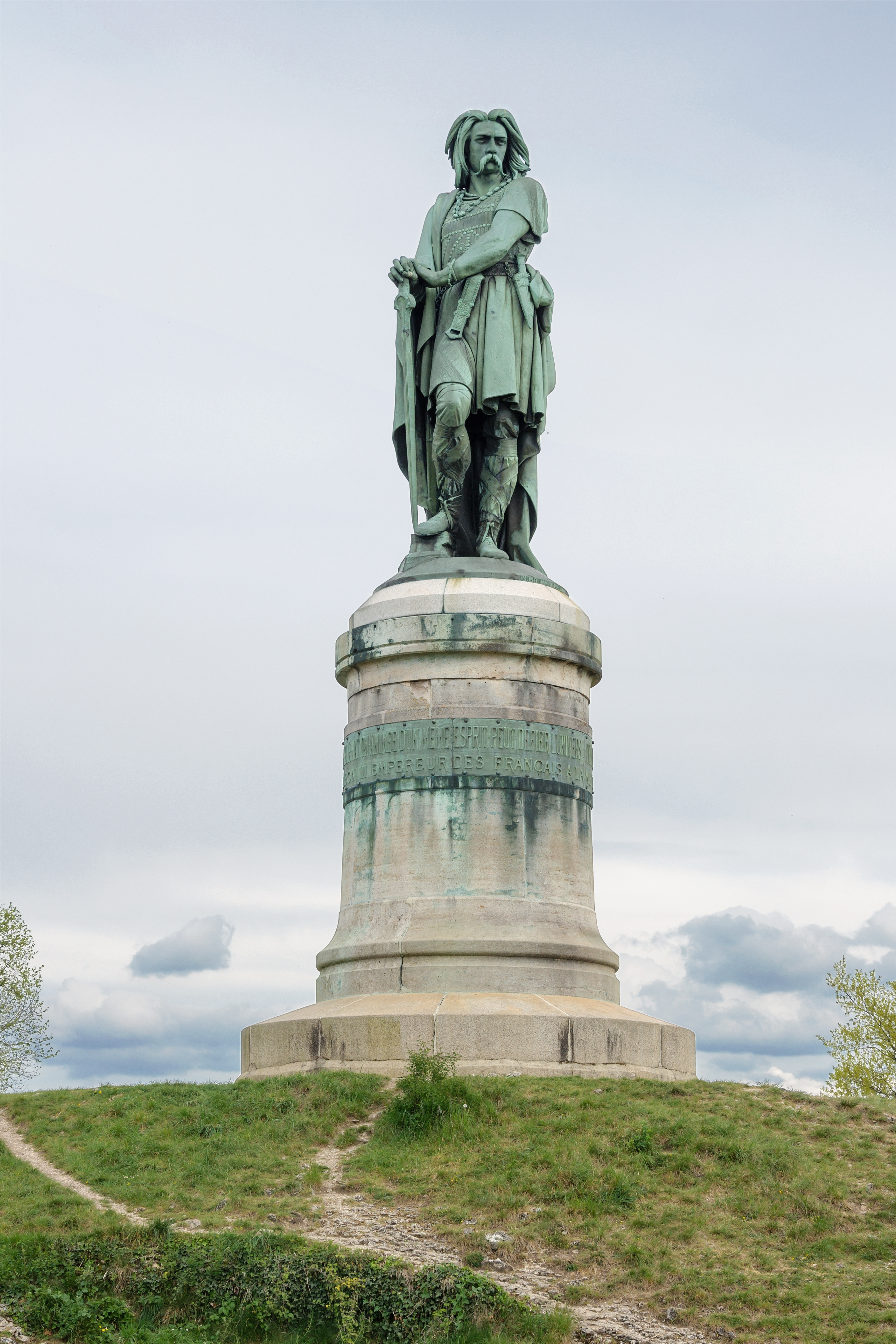
Memorial de Vercingetórix em Alésia

Antes que fosse pelos Romanos concluída a circunvalação, toma Vercingetórix a resolução de despedir durante a noite a toda a sua cavalaria. Aos seus que partiam, recomenda-lhes: "Que vão cada qual para as suas cidades, e reúnam para esta guerra a todos os que estiverem em idade de pegar em armas. Põe-lhes diante dos olhos todos os serviços, que lhes havia prestado, e conjura-os a atenderem à sua segurança, e a não abandoná-lo aos inimigos, para sofrer torturas, a ele benemérito da liberdade comum; pois, se fossem negligentes em socorrê-lo, haviam de com ele perecer juntamente oitenta mil guerreiros. Que  mal tinha trigo para trinta dias, mas — esse podia aturar mais algum tempo poupando-se". Com tais recomendações, despede na segunda vela da noite a sua cavalaria em silêncio pela parte, a que não haviam ainda chegado às linhas de circunvalação. Ordena com pena de morte aos que desobedecerem, que lhe seja trazido todo o trigo que havia; o gado, de que os Mandubios tinham recolhido grande quantidade, o distribui a cada um parcamente, e por intervalos; a todas as tropas, que tinha em frente da praça, fá-las recolher para dentro dela. Tomadas estas providências, dispõe-se a esperar as tropas auxiliares da Gália, e a sustentar a guerra.

## Sobre o cerco
Ao fato de tudo pelos trânsfugas e cativos, assentou Júlio César nestes gêneros de fortificação. Abriu um fosso de seis metros de largura, cujos lados eram cortados a pique, e cuja profundidade igualava a largura. Trezentos metros por detrás deste colocou outras fortificações, isto para que (pois se via obrigado a abranger tamanho espaço, que não podia facilmente guarnecer com soldados), de improviso ou à noite, não houvesse ataque de gauleses contra os entrincheiramentos, ou não pudessem de dia arremessar dardos contra os romanos ocupados no trabalho. No espaço que ficava de permeio, abriu outros dois fossos de onze metros e meio de largura, e profundidade igual, dos quais o interior em paragens campestres e baixas, encheu com água . Atrás construiu um terrado e trincheira de três metros e meio. A esta revestiu de parapeito e ameias, ficando nas junturas do parapeito com o terrado eminentes cervos, para dificultar a subida aos inimigos, e flanqueou toda a obra de torres, que distavam vinte e quatro metros e meio, uma das outras.
Tendo que cortar madeira, conseguir trigo e fazer tantas fortificações, era necessário  que as tropas romanas ficassem reduzidas. Os Gauleses tentavam paralisar as  obras, atacando por todas as portas da praça. Por isso César decidiu aumentar as fortificações , para que pudessem ser defendidas por menor número de soldados. Assim, cortavam-se troncos de árvores com ramos muito firmes, que descascados se aguçavam em ponta, e faziam-se covas contínuas de um metro e meio de profundidade. Nestas, lançavam-se aqueles estrepes, que se prendiam pela parte de baixo, para que não pudessem ser arrancados, e ficavam expostos pela parte dos ramos. Havia deles cinco ordens conjuntas e entrelaçadas, nas quais quem entrava, achava-se cravado por pontas. Chamavam-lhes cepo. Diante destes, em ordens obliquamente dispostas em grupos de cinco, faziam-se outras covas de noventa centímetros de profundidade, e um pouco mais estreitas para baixo. Nestas se colocavam estacas da grossura da coxa com  pontas endurecidas ao fogo, com dez centímetros para fora da terra, e para cuja firmeza e estabilidade calcava-se um pé de terra em cada cova, sendo o resto para ocultar a cilada, coberto de vimes e mato. Havia oito grupos de estacas a noventa centímetros umas das outras. Chamavam-lhes lírios pela semelhança com a flor. Diante destes escondiam-se enterrados, e espalhados por toda parte com pequenos intervalos, estacas de trinta centímetros com pontas de ferro, os aguilhões.
Os romanos,para que não pudessem ser cercadas as guarnições dos entrincheiramentos; e para que não fossem obrigados a sair dos arraiais, armazenam trigo e forragem para trinta dias.

## O exército de socorro dos Gauleses
Enquanto estas coisas se passam em Alésia, os Gauleses, convocados a conselho os principais, resolvem não chamar a todos os que pudessem pegar em armas, como queria Vercingetórix, foram exigir de cada cidade um certo número de homens; pois receavam na confusão de tanta multidão, não poder disciplinar os seus, nem distingui-los dos outros, nem fornecer provisões a todos. Dos Éduos e seus clientes Segusiavos, Ambluaretes, Aulercos Branovices, Branóvios, exigem trinta e cinco mil homens; igual número dos Arvernos conjuntamente com os Eleuteros Cadurcos, Gábalos, Velávios, que estavam na sua dependência deles; dos Sequanos, Sênones, Bituriges, Santonos, Rutenos, Carnutes, mil; dos Belóvacos, dez mil; outros tantos, dos Lemovices; oito mil, dos Pictões, Turões, Parísios e Helvécios; dos Sênones, Ambianos, Mediomátricos, Petrocórios, Nérvios, Morinos, Nitiobriges, cinco mil; dos Aulercos Cenomanos, outros tantos; dos Atrébates, quatro mil; dos Veliocassos, Lexóvios e Aulercos Euburovices, três mil; outros três dos Rauracos e Boios; trinta mil, de todas as cidades que vizinham com o oceano Atlântico e soem chamar Armóricas, em cujo número se compreendem os Curiosolites, redões, Ambibários, Caletes, Osismos, Lemovices, Unelos. Destes os Belócavos não preencheram o número exigido, dizendo que haviam de fazer a guerra aos Romanos por conta própria, porém, a pedido de Cômio, seu hóspede, enviaram dois mil homens.
Júlio César já havia contado com a colaboração de Cômio, que serviu anos na Britânia; por seus serviços  a cidade tinha sido isentada de tributos, restituindo-a em seus direitos, e a mesma, sujeitado os Morinos. Mas tamanha era a aspiração da Gália de reaver a liberdade, e recuperar antiga glória das armas, que nem pelos benefícios, nem pela recordação da amizade, se demoviam os Gauleses; e todos concorriam para esta guerra . Reunidos oito mil de cavalo, e cerca de duzentos e cinqüenta mil peões, nas fronteiras dos Éduos se fazia alardo destas tropas, verificava-se seu número, davam-se-lhes chefes. Ao Atrébate Cômio, aos Éduos Vinidômaro e Eporedórix, ao Arverno Varcacos Velauno, primo de Vercingetórix é conferido o comando supremo. Juntam-se a estes os escolhidos das cidades, com cujo conselho devia a guerra ser feita. Partem todos para Alésia cheios de ardor e confiança, confiando em sua superioridade numérica.

## Situação em Alésia

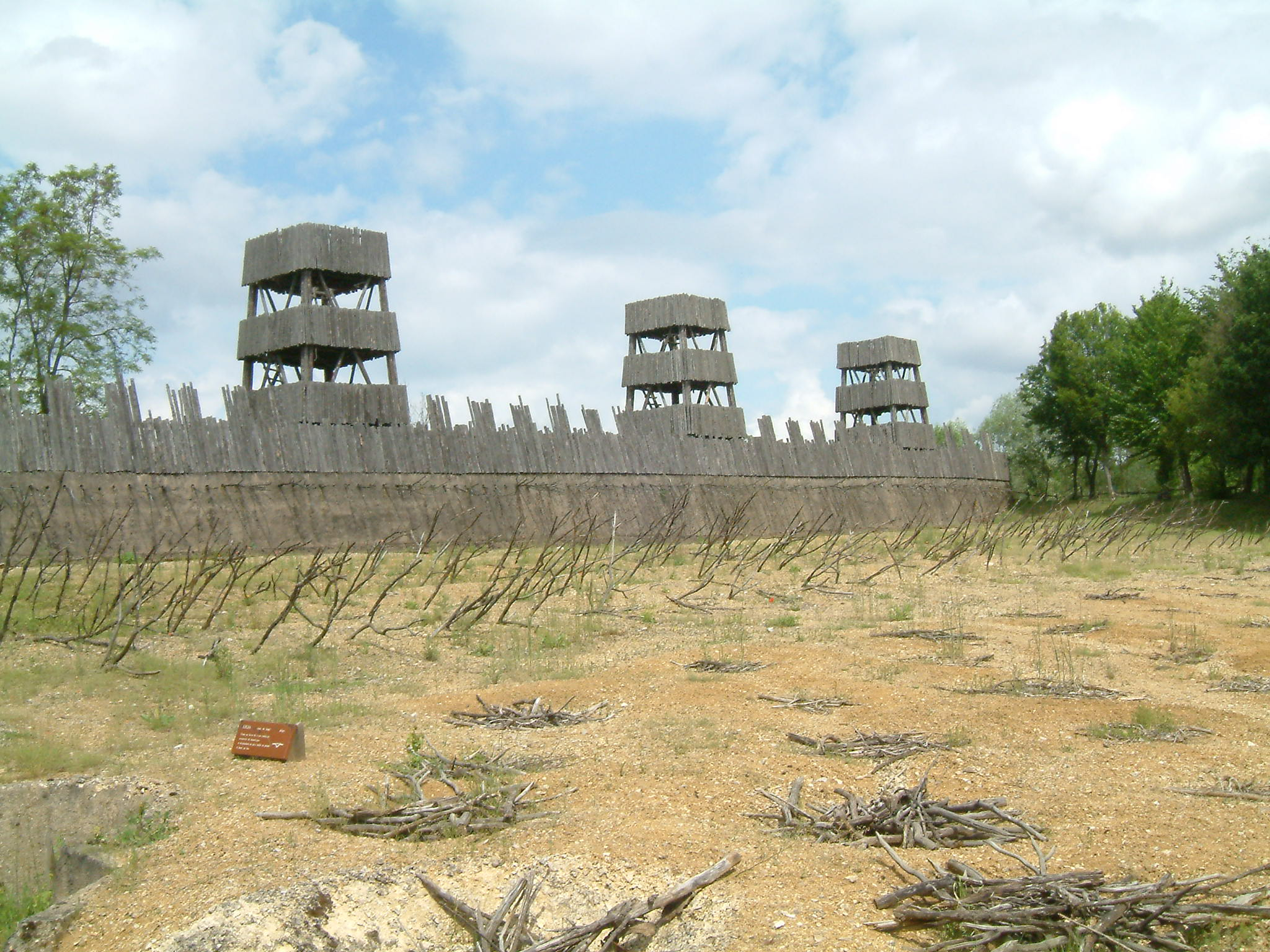
Reconstrução das fortificações de Alésia, Arqueódromo de Beaune, Merceuil, Borgonha

Mas os gauleses sitiados em Alésia, passado o prazo em que aguardavam os socorros dos seus, consumido todo o trigo, ignorando o que se passava nos éduos, deliberavam em conselho sobre a resolução que deviam tomar. Alguns sugeriam a rendição, outros, um ataque surpresa contra os romanos, enquanto havia forças para tentá-la, não devo passar em siléncio o discurso de Critognato, por causa da singular e nefanda crueldade do orador. Este, descendente de família muito preclara entre os Arvernos, e homem de grande autoridade, falou nesta substância: 
Nada direi do parecer daqueles que dão o nome de rendição à mais vergonhosa escravidão, pois em minha opinião nem devem os tais ser considerados cidadãos, nem ter assento neste conselho. Respondo àqueles que opinam pelo ataque, e em cuja opinião parece, no sentir de todos, residir a memória do antigo valor. Fraqueza é, e não coragem, o não poder suportar por algum tempo a fome. Mais depressa se encontra quem se ofereça à morte, que quem sofra a dor com paciência. Eu aprovaria certamente esta opção (tanto em mim pode o pudor), se visse que nenhuma outra perda acarretava, senão a da nossa vida: mas no tornar uma resolução, atentemos em toda a Gália, que convocamos em nosso auxílio, Que ânimo julgais que teriam nossos parentes e consanguíneos, se, mortos estes oitenta mil homens num lugar, se vissem obrigados a combater quase sobre os seus mesmos cadáveres? Não priveis do vosso auxílio aqueles, que por vossa causa desprezaram o seu perigo, nem vades por vossa estupidez, temeridade ou fraqueza, perder a toda Gália, e submetê-la à escravidão. Porque não vieram no dia aprazado, duvidais por ventura da fidelidade e constância deles? Como assim? Julgais que os Romanos se empregam quotidianamente naquelas fortificações ulteriores para mostrar ânimo? Se fechada toda a entrada não podeis ser certificados por correios que a vinda dos vossos se aproxima, sabei-o pelo testemunho dos mesmos, que sobressaltados com o temor dela, nem dia nem noite interrompem o trabalho da fortificação. Qual é, pois, o conselho que dou? Fazer o mesmo que fizeram nossos antepassados em guerra de nenhuma sorte igual, a dos Cimbros e Teutões, na qual compelidos para as praças e coagidos por igual fome, sustentaram a vida com os corpos dos que pela idade pareciam inúteis para a guerra, e não se renderam aos inimigos. Se disto não tivéssemos exemplo, julgaria eu, todavia, muito belo instituí-lo e transmiti-lo aos nossos descendentes, por amor da liberdade. E que houve jamais semelhante àquela guerra? Assolada a Gália, e ocasionada grande calamidade, retiraram-se por fim os Cimbros de nossas fronteiras, e demandaram outras terras; direitos, leis, território, liberdade, tudo isso nos deixaram. Mas os Romanos que outra coisa exigem, ou querem, a não se fazer assento, levados da inveja, nas terras e cidades de todos os que depararam nobilitados e potentes pelas armas, impondo-lhes o jugo de uma eterna escravidão? Nunca fizeram a guerra com outro pressuposto. Se ignorais o que vai pelas nações longínquas, observai a vizinha Gália, que reduzida a província, com a jurisdição e as leis mudadas, e sujeita à força romana, vê-se oprimida com perpétua escravidão.
Expostos as opiniões, resolvem que os que, por doentes ou em razão da idade, eram inúteis para a guerra, se retirem da praça para não sofrer as conseqüências da captura: que, se o caso o requeresse, e os auxílios se demorassem, deveriam lançar um ataque final contra os romanos, o que seria melhor que renderem-se e sujeitarem-se a uma paz vergonhosa. Os Mandúbios, que os haviam recebido na praça são obrigados a sair com mulheres e filhos. Aproximando-se das fortificações romanas, pediam estes em lágrimas com todo gênero de súplicas, que os socorressem com alimento, recebendo-os por escravos. Mas Júlio César, dispostas guardas nas trincheiras, vedava que fossem recebidos.

## A chegada do exército de socorro dos Gauleses
Entretanto, Cômio e os mais chefes, a quem fora conferido o comando supremo, chegam com todas as tropas a Alésia, e ocupando uma colina exterior, acampam a trezentos metros das fortificações romanas. No dia seguinte, tirando a cavalaria dos arraiais, enchem toda aquela planície, e nas alturas pastam as tropas de pé um pouco encobertas deste lugar. Havia vista de Alésia para o campo. Correm, avistadas estas tropas auxiliares; congratulam-se entre si; excitam-se à alegria os ânimos de todos. Tiram pois as tropas da praça, e postam-nas junto aos muros; cobrem com grades o próximo fosso, e enchem-no com fachina e preparam-se para o ataque.

## Inicia-se a batalha

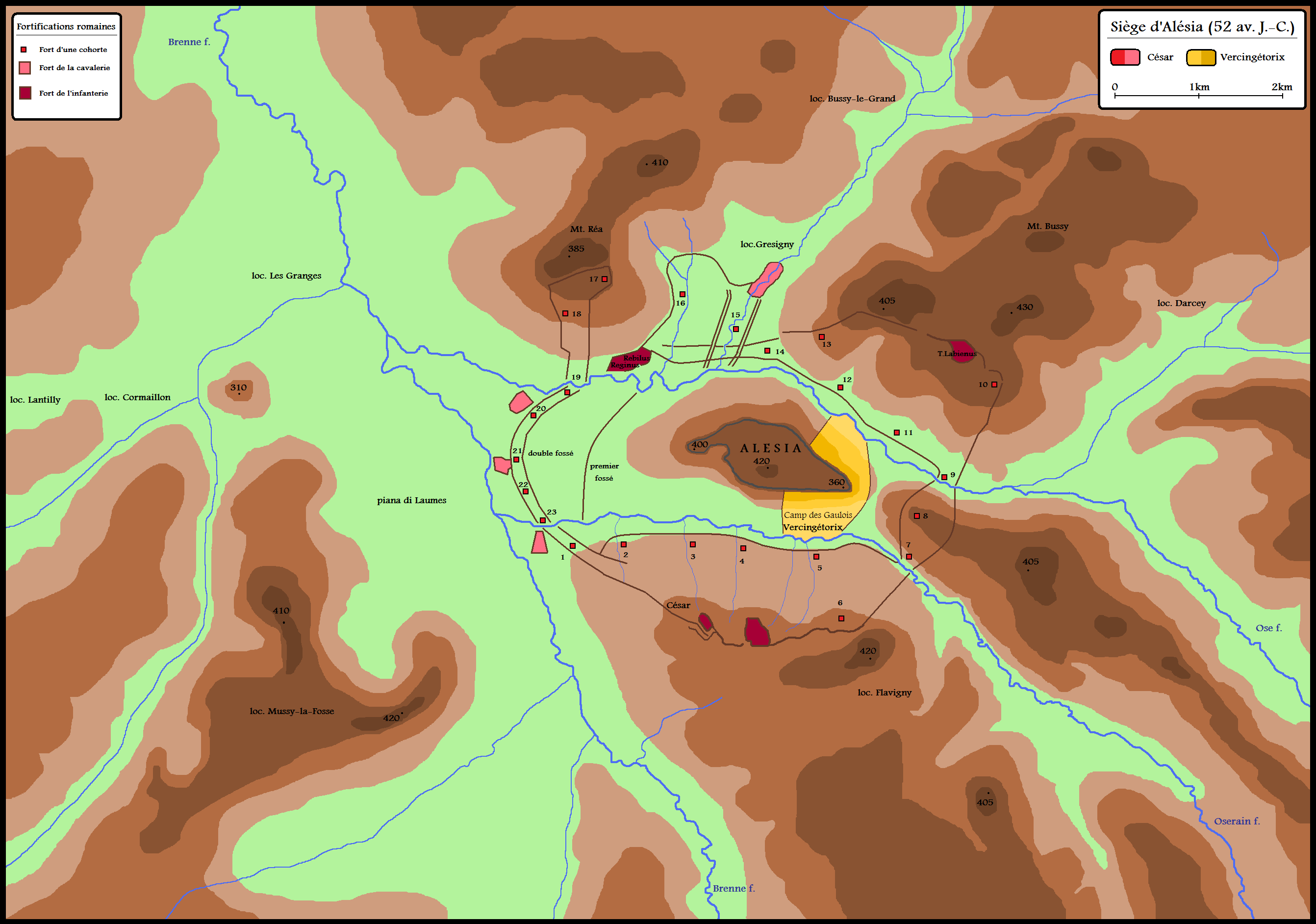
O cerco de Alésia - Mapa da região

Disposto todo o exército a uma e outra parte das fortificações, para, quando fosse necessário, ocupar cada um e conhecer o seu lugar, manda Júlio César sair dos arraiais a cavalaria, e travar combate. Havia de todos os arraiais vista para o campo e todos os soldados esperavam atentos o êxito da batalha.
Tinham os Gauleses intermeado entre os de cavalo raros arqueiros e soldados armados à ligeira, que socorriam aos seus que cediam, e sustentavam o ímpeto dos cavaleiros romanos. Muitos destes se retiravam feridos da peleja. Acreditando irem os seus de cima, e vendo serem os Romanos atacados pela multidão, de todas as partes os Gauleses, não só os da praça, como os que tinham vindo em auxílio deles, não cessavam de animar os seus com clamor. Como a ação se passava à vista dos dois campos, nenhum ato de covardia ou de bravura podia ficar oculto; eram uns e outros estimulados ao valor, seja pelo desejo de glória, seja pelo temor da vergonha. Combatendo-se quase desde o meio dia até o pôr do sol com duvidoso resultado, os Germanos, por uma parte, lançaram-se em esquadrões cerrados sobre os gauleses, e os rechaçaram; postos estes em fuga, são os arqueiros envolvidos, e mortos. Da mesma forma os romanos, pelas demais partes, os perseguiram até os arraiais e não lhes deram tempo de tornar a reunir-se.
Mas os que tinham saído de Alésia, quase perdida a esperança da vitória, retiraram-se tristes para dentro da praça.
Passado um dia, e reunidos grande número de grades, escadas, harpeos, saem os Gauleses dos arraiais em silêncio à meia noite e aproximam-se das fortificações romanas de frente para o campo. Levantado de repente clamor, pelo qual os que estavam sitiados na praça, soubessem da aproximação deles, entram a lançar grades nos fossos, a atacar os legionários com fundas, setas, pedras, a dispor tudo o mais que respeitar a um assalto. Ao mesmo tempo, ouvido o clamor, dá Vercingetórix sinal aos seus com a trombeta, e fá-los sair da praça. Como ante, os romanos tomam seus lugares nas  fortificações: com fundas, seixos de librar, e azagaias, que nelas tinham disposto, e com pelotas aterram os Gauleses. Na escuridão há muitos ferimentos de parte a parte. Muitos arremessões são arrojados pelos tormentos. Mas os lugar-tenentes M. Antonio, e C. Trebônio, a quem coubera a defesa destes postos, quando entendiam estar algum ponto da defesa prestes a ceder, dos fortes mais distantes tiravam destacamentos, que lhes enviavam em socorro.
Enquanto os Gauleses estavam mais longe das fortificações, causavam mais dano com a multidão de projéteis; depois que chegaram para mais perto, ou sem saber nos estrepes se feriam, ou caindo nas covas, se espetavam, ou atravessados de pilos murais lançados da trincheira e torres, pereciam. Depois de recebidas de toda a parte muitas feridas, sem tomarem ponto algum fortificado, ao aproximar-se o dia, temendo que, por ataque dos arraiais superiores, os romanos os atacassem pelo flanco aberto, retiraram-se. Mas, os de dentro da praça, enquanto tiravam para fora o material que Vercingetórix tinha preparado para o ataque, demoraram a transpor os primeiros fossos e antes de chegar às fortificações romanas, reconheceram o recuo dos reforços gauleses e voltam para a praça, sem efetuar o ataque.
Repelidos duas vezes com grandes perdas, deliberam os Gauleses sobre o que  fazer; chamam os conhecedores dos lugares: deles sabem qual a situação e fortificação dos arraiais superiores. Havia para o setentrião uma colina, que pela grandeza do circuito não tinham os romanos podido incluir na circunvalação: viram-se pois obrigados a fazer arraiais em lugar quase desvantajoso e suavemente inclinados. A estes ocupavam os lugar-tenentes Caio Antíscio Regino e Caio Canínio Rébilo com duas legiões. Conhecidos os sítios pelos exploradores, os generais gauleses escolhem entre todas as tropas sessenta mil homens daquelas cidades, que tinham a fama de bravura: combinam entre si secretamente a estratégia; designam para o ataque a hora do meio dia. A estas tropas prepõem o Arverno Verassivelauno, um dos quatro generais, parente de Vercingetórix. Saindo dos arraiais na primeira vela da noite, e concluindo o caminho quase ao amanhecer, ocultou-se ele por trás da montanha e ordenou aos soldados que repousassem do trabalho noturno. Perto do meio dia, avançou, para aqueles arraiais que acima dissemos, e entraram ao mesmo tempo, que a cavalaria aproximasse-se das fortificações dos legionários, que olhavam para o campo, e as demais tropas a mostrar-se em frente às posições romanas atacadas.
Ao ver da cidadela de Alésia os seus, sai Vercingetórix da praça, levando dos arraiais as longas hásteas aguçadas, as galerias cobertas, as foices e o mais que tinha preparado para o ataque. Combate-se ao mesmo tempo em todos os lugares, e tenta-se tudo: se alguma parte parece menos forte, contra ela se corre. O exército romano, distribuído por tantas fortificações, não acode com facilidade a muitos mais pontos. Assusta os Romanos o clamor que no combate se lhes levantou pela retaguarda, porque vêm a sua segurança posta na bravura alheia, sendo que o perigo em distância lhes parece ordinariamente maior.
De uma posição elevada nota César o que se passa em cada ponto; envia socorro aos que vê em aperto. A nenhum dos dois exércitos escapa ser esta a ocasião em que deve empregar maior esforço para vencer: aos Gauleses, se não escalarem as fortificações romanas, nenhuma esperança lhes resta de salvação; aos Romanos, se bem as defenderem contra a escalada, se depara o termo de todos os trabalhos. As fortificações superiores,  são as que se acham em maior risco. A desigual sumidade de colina, em cuja encosta se acham assentadas, é para elas ameaçadora. Uns lançam projéteis de cima, outros acercam-se das trincheiras, formando testudes, revezam-se os fatigados por assaltantes descansados. O terrado que todos lançam sobre o espaço fortificado, não só proporciona subida aos Gauleses, como inutiliza as ciladas que os Romanos haviam ocultado na terra; para eles nem armas, nem forças pareciam suficientes.
Ciente disto, manda César a Tito Labieno com seis coortes em socorro aos que se acham em perigo, ordenando-lhe que, se não puder sustentar o assalto, faça um ataque com as coortes, mas isto em caso extremo. Vai ter com os demais, e exorta-os a não sucumbirem ao trabalho, demonstrando-lhes que deste dia e hora, está pendente o fruto de todas as precedentes batalhas. Os da praça, desesperando de forçar as posições, que olhavam para o campo, por causa da grandeza das fortificações, tentam escalar as das alturas: para aí transportam quanto haviam preparado. Com uma nuvem de dardos desviam aos que combatiam das torres, cegam os fossos com terrados e grades, cortam a trincheira e o parapeito com foices.
Manda para ali primeiramente ao adolescente Bruto com seis coortes, depois ao lugar-tenente C. Fabio com outras sete, por fim, tornando-se a peleja mais acesa, conduz em pessoa tropas de reforço dscansadas. Restabelecida a peleja, e rechaçados os inimigos, dirige-se para onde enviara a Labieno; tira quatro coortes do próximo forte; ordena a parte da cavalaria que o siga, a parte que torneie as fortificações exteriores, e ataque o inimigo pela retaguarda. Depois que nem baluartes, nem fossos, podiam resistir à força dos inimigos, Labieno reúne quarenta coortes, que o acaso lhe ia deparando dos fortes mais vizinhos, e comunica a César por expresso o que entende deve fazer-se. Dá-se César pressa, a fim de assistir à batalha.
Reconhecido pela cor do vestido, que costumava usar nas batalhas por insígnia  e avistados os esquadrões de cavalaria e as coortes, que mandara segui-lo, porquanto das alturas se observam os lugares mais baixos, por onde vinha, travam os romanos a batalha. O clamor que se levanta de ambas as partes, é seguido de outro levantado das trincheiras e de todos os fortes. Omitidos os pilos, atacam os Romanos à espada. De repente, avista-se a cavalaria pela retaguarda; vêm chegando outras coortes. Os inimigos voltam costas; aos que fogem sai ao encontro da cavalaria. Faz-se grande carnificina. Sedúlio, caudilho e principal dos Lemovices, é morto; o Arverno Vercassivelauno é tomado vivo na fuga; setenta e quatro signas militares são apresentadas a César; de tamanho número poucos dos inimigos se recolhem aos arraiais sem feridas. Os da praça, vendo a mortandade e fuga dos seus, retiram as tropas de junto das  fortificações romanas, sem mais esperança de salvação. Faz-se logo, ouvido isto, fuga dos arraiais Gauleses. E se os soldados não estivessem cansados dos freqüentes reforços e do trabalho de todo o dia todas as tropas inimigas poderiam ter sido destruídas. A cavalaria enviada à meia noite alcança a retaguarda dos inimigos; grande número é aprisionado e morto; os que restam da fuga retiram-se para suas cidades.

## A rendição de Vercingétorix

Vercingetórix se rende a César.

No seguinte dia Vercingetórix, convocado conselho dos seus, demonstra-lhes que havia empreendido a guerra, não por interesse seu particular, mas pela liberdade comum, e pois que se tinha de ceder à fortuna, se lhes oferecia para uma das duas coisas, ou para com a sua morte satisfazerem aos Romanos, ou para o entregarem vivo aos mesmos, como melhor entendessem. São a tal respeito mandados embaixadores a Júlio César, que ordena sejam entregues as armas e trazidos à sua presença os chefes, Estabeleceu o mesmo o seu tribunal num forte em frente dos arraiais: são para ali levados os chefes; rende-se-lhe Vercingetórix, são depostas as armas. Reservando os éduos e os Arvernos, a ver se por eles recobrava as respectivas cidades, o restante dos cativos o distribuiu por cabeça a cada soldado a título de despojo.
Concluído isto, parte para os éduos; recebe a submissão da cidade. Mandados para ali, os embaixadores dos Arvernos, prometem cumprir todas as ordens dos romanos. Exige-lhes grande número de reféns. Envia as legiões a quartéis de inverno. Restitui aos éduos e aos Arvernos cerca de vinte mil cativos. A Tito Labieno, com duas legiões e a cavalaria, manda-o partir para os Sequanos, dando-lhe por adjunto a M. Semprônio Rutilo. Ao lugar-tenente C. Fabio e a L. Minucio Basilo, com outras duas legiões, coloca-os nos Remos, para que não venham estes a sofrer alguma invasão dos Belóvacos comarcãos seus. A Caio Antíscio Regino, a Tito Sêxtio, a Caio Canínio Rébilo, cada um com uma legião, envia-os o primeiro para os Ambilaretos, o segundo para os Bitúriges, o terceiro para os Rutenos. A Quinto Túlio Cícero e Públio Sulpício, coloca-os em Cabilão e Matiscão entre os éduos junto ao Arar, a fim de que entendam no abastecimento de víveres. Resolve o mesmo invernar em Bibracte. Recebidas estas comunicações de César, fazem-se súplicas públicas em Roma por vinte dias.
Vercingetórix foi exibido na concatenação de quatro triunfos de Júlio César em Roma e foi executado na Prisão Mamertina.

### Modernas
- Delestrée, Louis-Pol (2004). Nouvel atlas des monnaies gauloises. Saint-Germain-en-Laye: Commios. ISBN 2-9518364-0-6. OCLC 57682619
- Gilliver, Catherine (2003). Caesar's Gallic wars, 58–50 BC. New York: Routledge. ISBN 978-0-203-49484-4. OCLC 57577646

### Antigas
- Julius Caesar (ca. 45 aC), Comentários sobre a Guerra Gálica", Harvard University Press. ISBN 978-0-674-99080-7. (Disponível online: English translation by W. A. McDevitte & W. S. Bohn (1869))